# 洲脇理恵
洲脇 理恵（すわき りえ、1974年12月22日 - ）は、日本の　カメラマン。クリエイター。